# Іда фон Наґель
Іда фон Наґель (нім. Ida von Nagel, 15 травня 1917 — 29 серпня 1971) — німецька вершниця.
Бронзова призерка Олімпійських Ігор 1952 року в командній виїздці.